# Cylichnium
Cylichnium is een geslacht van weekdieren uit de klasse van de Gastropoda (slakken).

## Soorten
- Cylichnium africanum (Locard, 1897)
- Cylichnium ancillarioides (Schepman, 1913)
- Cylichnium chinense (Lin & Wu, 1994)
- Cylichnium cylindrellum (Dall, 1908)
- Cylichnium domitum (Dall, 1908)
- Cylichnium mucronatum Valdés, 2008
- Cylichnium nanum Valdés, 2008
- Cylichnium oliviforme (Watson, 1883)
- Cylichnium spatha (Watson, 1883)
- Cylichnium waldae Bouchet, 1975